# Södra Kypesjön
Södra Kypesjön, i regel kallad Kypesjön, är en sjö i Borås kommun i Västergötland och ingår i Viskans huvudavrinningsområde. Sjön är 12 meter djup, har en yta på 0,021 kvadratkilometer och befinner sig 165 meter över havet.
Södra Kypesjön, som med sin populära badplats är navet för ett stort friluftsområde, kallas i regel endast Kypesjön, då Norra Kypesjön numera sedan länge är belägen inom Borås djurparks område.